# Crash Zone
Crash Zone est une série télévisée australienne de science-fiction en 26 épisodes de 30 minutes créée par Philip Dalkin et diffusée du 13 février 1999 au 25 août 2001 sur Seven Network.
Au Québec, elle a été diffusée à partir du 8 septembre 2000 à Télé-Québec, en France à partir du 30 octobre 2000 sur France 2, et en Belgique sur La Deux.

## Distribution
- Cassandra Magrath (en) (VF : Véronique Picciotto) : Alison « Mia » Renfrey
- Paul Pantano (en) (VF : Alexis Tomassian) : Marcello Di Campili
- Damien Bodie (VF : Gary Fercot puis Donald Reignoux) : Abraham « Ram » Roley
- Frances Wang (VF : Sylvie Jacob) : Rebecca « Becca » Chan
- Nikolai Nikolaeff (VF : Christophe Lemoine) : Mike Hansen
- Nicky Wendt (VF : Marjorie Frantz) : Alexandra « Alex » Davis
- Richard Moss (VF : Michel Dodane) : Nigel Hartford
- Matt Parkinson (en) (VF : Jean-François Kopf) : Virgil
- Heidi Valkenburg (en) (VF : Laurence Sacquet) : Penny Gallagher (saison 2)
- Jeremy Stanford (en) (VF : Guillaume Orsat) : Matthew Gallagher, père de Penny (saison 2)

- Version française
  - Société de doublage : Télétota[2] (saison 1) et Franc-Jeu[2] (saison 2)
  - Direction artistique : Martine Messager[2] (saison 1) et Catherine Brot[2] (saison 2)
  - Adaptation des dialogues : Nathalie Vailhen[2] (saison 1) et Chantal Carrière[2] (saison 2)

 Source et légende : version française (VF) sur RS Doublage et Doublage Séries Database